# Niederösterreichische Kammer
Die Niederösterreichische Kammer war eine zwischen 1523 und 1635 bestehende Verwaltungsbehörde für die niederösterreichischen Länder, das waren Österreich unter und ob der Enns, die Steiermark, Kärnten und die Krain.

## Aufgabe
Aufgabe der Niederösterreichischen Kammer war danach im Wesentlichen die Verwaltung des landesherrlichen Kammergutes, die Kontrolle von Rechnungslegung und landesherrlicher Kasse, einschließlich der Finanzjurisdiktion. Sie war kollegial verfasst, von der Niederösterreichischen Regierung grundsätzlich unabhängig, hatte wichtigere Dinge aber mit dieser zusammen zu beraten.

## Geschichte
Unter Maximilian I. wurde bereits ein Amt für die niederösterreichischen Länder als gemeinsame Verwaltungs- und Justizbehörde („das Regiment“) geschaffen. Die finanziellen Angelegenheiten wurden von der Hof- und Raitkammer am Hof in Innsbruck besorgt.
Erzherzog Ferdinand führte am 18. August 1522 für die niederösterreichischen Länder eine „Raitkammer“ (Rechenkammer) ein, welche später einfach „niederösterreichische Kammer“ genannt wurde. Die „Raitkammer“ amtierte unabhängig vom „Regiment“ und nahm am 1. Jänner 1523 ihre Tätigkeit auf. Ihre Aufgabe war die Verwaltung des Kammerguts, die Verbuchung der Einnahmen und Ausgaben der landesfürstlichen Dienststellen in den fünf nachgeordneten Ländern sowie die Rechnungslegung gegenüber der Hofkammer. Personell bestand die Kammer aus dem Präsidenten, fünf Räten, einem Obereinnahmer, einem Sekretär und einem Kammerprokurator. Die Hofkammer in Wien war die übergeordnete Instanz sowohl für die Niederösterreichische Kammer als auch für die Oberösterreichische Kammer (für Tirol, Vorarlberg und die schwäbischen Vorlande).
Die Zahl der Räte stieg bald an, aus der Leitungsfunktion wurde rasch das Präsidentenamt. Ein Sekretär mit Sitz und Stimme im Rat führte mithilfe einer Kanzlei die Korrespondenz. Die Buchhalterei, die seit 1557 von zwei Buchhaltern nach der Maßgabe einer klaren Zuständigkeitsordnung geführt wurde, verfügte über einen beachtlichen Mitarbeiterstab.
Mit der Aufteilung der Erbländer unter den drei Söhnen Ferdinands I. ab dem Jahr 1564 wurde der Wirkungskreis der Niederösterreichischen Kammer auf Österreich unter und ob der Enns beschränkt. Sie führte zwar zu einer Reduktion der örtlichen Zuständigkeit – insbesondere die innerösterreichische Ländergruppe fiel weg – und auch zu einer Personalreduktion; unter anderem blieben vier Sekretäre (statt acht), ein Expeditor, vier Ingrossisten, ein Registrator, ein Buchhalter (statt zwei), zwei Raiträte (statt vier).29 Die „bedeutendsten kaiserlichen Einnahmequellen“ blieben der Niederösterreichischen Kammer jedoch erhalten.
1635 wurde die Niederösterreichische Kammer mit der Hofkammer vereint.